# Louise Charbonnet
Louise Charbonnet (1665 - 1739) est une pédagogue piétiste française. Auteur de plusieurs ouvrages pédagogiques, elle dirigea le « Gynäceum » de Halle de 1709 à 1739

## Biographie
Louise Charbonnet naît à Metz, en 1665, dans une famille huguenote. Elle émigre avec sa famille vers Riga, puis Königsberg. 
Influencée par Philipp Jacob Spener, elle adhère au mouvement piétiste dès 1694. En 1698, Louise Charbonnet participe à la fondation de l'Institut de Glaucha, une institution pour l'éducation des jeunes filles nobles et roturières, fondée par August Hermann Francke. Elle rédige alors une grammaire française pour les germanophones et développe une méthode pédagogique s'inspirant des idées de Spener, prônant notamment l'émancipation de la femme. D'abord enseignante, elle prend ensuite la direction du « Gynäceum » de Halle, en 1709. Elle dirigea l'institution jusqu'à sa mort. 
Louise Charbonnet décéda à Halle, le 30 août 1739.

## Publications
- Principes de la langue françoise, ou principes méthodiques pour l'usage de la jeunesse..avec un traité de la façon d'écrire des lettres, tiré d'un auteur françois, Halle, 1714.
- Nouvelle grammaire françoise pour l'usage de la jeunesse de l'un & l'autre sexe, qui s'élève à Glauche, près de Halle (...), Zeitler, Halle 1699.

## Sources
- Eva Labouvie (dir.), Ulrike Witt: Frauen in Sachsen-Anhalt: Ein biographisch-bibliographisches Lexikon vom Mittelalter bis zum 18. Jahrhundert, ed. Böhlau, Cologne, 2015. (pp.112-113).
- Thesaurus des Consortium of European Research Libraries (CERL).